# Selaginella pouzolziana
Selaginella pouzolziana là một loài dương xỉ trong họ Selaginellaceae. Loài này được Gaudich. Spring mô tả khoa học đầu tiên năm 1843.